# PDM (equipa ciclista)
PDM foi uma equipa de ciclismo em estrada neerlandesa entre os anos 1986 e 1992, cujo principal patrocinador era Philips Dupont Magnetics, uma empresa nascida da união entre Philips e DuPont.

## História

### Nos anos de Perico (1986-1987)

#### 1986
A equipa surge em 1986 com Roy Schuiten como director de equipa e Jan Gisbers como director desportivo. O contrato estrela e líder da equipa é o espanhol Pedro Delgado, com o que se propõem conseguir a vitória no Tour de France, deixando de lado num princípio inclusive a Volta a Espanha, ainda que finalmente sim tomaram a saída na rodada espanhola.
Steven Rooks consegue um dos primeiros triunfos da temporada ao se impor na Volta à Andaluzia. Entre outras carreiras, Rooks também acrescentará a Amstel Gold Race ao palmarés da equipa. Wim Arras também consegue diversos triunfos de etapa por diversas provas do circuito europeu, destacando uma da Volta à Catalunha. Gerrie Knetemann, com uma etapa na Volta à Suíça e a geral da Volta aos Países Baixos, entre outras vitórias de menor categoria, também contribui a sua parte.
A grande cita do ano, o Tour de France, não começou com demasiado bom pé para a esquadra estreante, pois na segunda jornada de competição, durante a disputa da contrarrelógio por equipas do segundo sector, perderam a três gregários, e mais de três minutos e meio com respeito ao vencedor da etapa, o Système U de Fignon. Ao dia seguinte, Henk Boeve ficava muito próximo do triunfo de etapa, ao acabar segundo ao sprint, depois do norte-americano Davis Phinney. Até à 11.ª etapa, a primeira montanhosa, não chegaram as primeiras alegrias, com a vitória de Pedro Delgado, que ademais conseguia se situar 4.º na classificação geral. Ao termo da 12.ª etapa, também montanhosa, a equipa contava com Delgado em 5.ª posição na geral e com o jovem neerlandês Steven Rooks em 7.º lugar. No entanto, entre um despiste e a escassa equipa disponível, Delgado perderia um minuto mais com respeito aos primeiros classificados na 14.ª etapa, ao ficar cortado. Apesar disso, ainda ficava muita montanha por diante e seguia contando com opções. Mas tudo se atascou quando o segoviano recebeu a notícia do falecimento da sua mãe e se viu forçado a abandonar, faltou-lhe as forças. A raiz deste acontecimento, a equipa ficou demasiado tocado, e Rooks, que terminou em 9.ª posição na geral, foi o melhor representante final da formação holandesa.

#### 1987
Em 1987, Gisbers tomada as rédeas da equipa como director geral, já que manterá até à dissolução da equipa em 1992. Como directores desportivos, se unem Piet van der Kruijs e Ferdi van  den Haute. No plano desportivo, reforçam-se com os contratos de José Luis Laguía, Gert-Jan Theunisse e Adri van der Poel.
A equipa consegue sucessos em diversas clássicas e carreiras por etapas do calendário ciclista europeu, destacando uma etapa da Volta à Suíça de Rooks e o Giro do Piamonte e a Paris-Tours de Van der Poel. No plano individual, Van der Poel adjudicou-se o Campeonato da Holanda de estrada e Jörg Müller fez o próprio no Campeonato da Suíça.
Na Volta a Espanha, Pedro Delgado vai como chefe de filas, disposto a ganhar a classificação geral. Durante as primeiras etapas, aguenta sem perder tempo, e mantém-se entre os melhores no primeiro contacto com a montanha. No entanto, na etapa dos Lagos de Covadonga, Delgado derruba-se e perde mais de três minutos com respeito ao vencedor, o colombiano Luis Herrera. Ao termo desta edição da Volta, Perico terminaria em 4.ª posição. René Beuker, 2.º na 14.ª etapa e 3.º na 17.ª, foi o integrante da equipa que mais perto esteve de conseguir um triunfo de etapa.
No Tour de France, a equipa apresentava-se de novo com o ciclista espanhol como máximo candidato, desta vez rodeado de uma equipa mais experimentada. Nesta ocasião, o começo da prova foi bastante satisfatório. Por um lado, Delgado mal cedeu tempo na etapa prólogo, e inclusive se permitiu o luxo de bater a rivais da talha de Fignon ou Kelly. Ao dia seguinte, na contrarrelógio por equipas, o PDM marcava o 6.º melhor tempo, perdendo mal 41 segundos com respeito a Stephen Roche, chefe de fileiras do Carrera, e aumentando a vantagem com respeito a outros rivais como Kelly e Hampsten. A 9.ª etapa se somou ao palmarés da equipa PDM no Tour de France, após que Van der Poel se impusesse a outros quatro corredores numa escapada. Ao dia seguinte, primeira prova de fogo para o líder da formação, ao enfrentar uma contrarrelógio plana de de 87,5 km, na qual cedeu quase dois minutos e meio com respeito ao vencedor, o irlandês Stephen Roche, um especialista contra o crono, ficando entre os dez melhores da etapa e fazendo patente a sua melhora na disciplina. Ao termo da primeira etapa pirenaica, Delgado já estava em 6.ª posição na classificação geral. Dois dias depois, o segoviano alia-se com o líder francês, Charly Mottet, e baixo as inclemências meteorológicas, consegue reduzir a sua desvantagem com Roche num minuto. Ao dia seguinte, respaldado pela equipa, Delgado consegue recortar outro minuto, neste caso com respeito a Mottet. Depois do parêntese da cronoescalada ao Mont Ventoux, Delgado somou um novo triunfo de etapa, que ademais lhe levava até 3.ª posição na classificação geral. Ao dia seguinte, na etapa com final em Alpe d'Huez, Perico se fazia com o maillot amarelo. Consciente de que Roche era já o seu único grande rival, e ainda ficava uma contrarrelógio que favorecia claramente ao ciclista irlandês, Delgado continuou atacando na sua especialidade, a montanha. Assim, na seguinte etapa, considerada a etapa rainha desta edição, com final em La Plagne conseguiu aumentar a sua vantagem a 39 segundos contra o seu imediato perseguidor, conquanto um ataque de Roche ao dia seguinte, estabeleceria a vantagem definitiva do segoviano, face à Contrarrelógio, em 21 segundos, os quais ao final seriam insuficientes, e o segoviano acabaria 2.º na geral, por trás de Roche.
Ao final da temporada, depois de muitos rumores, Pedro Delgado terminou abandonando as fileiras do PDM para recalar na equipa Reynolds. Em seu lugar, a esquadra holandesa fez-se com os serviços do estadounidense Greg LeMond, que levava um ano no dique seco por causa de um acidente de caça.

### A equipa mais potente (1988-1989)
Ainda tendo contratado a LeMond, a sua reabilitação deixava à equipa em princípio falto de um líder claro na temporada de 1988. Apesar disso, várias vitórias de prestígio se foram sucedendo ao longo do ano, como a Clássica de San Sebastián de Gert-Jan Theunisse, ou a Liège-Bastogne-Liège e a Estrela de Besseges de Adri van der Poel.
De novo o Tour de France representava um dos principais objectivos da formação holandesa, e não defraudaram. Os holandeses da PDM ocuparam-se de assumir a carreira assim que apareceram as primeiras subidas, com o protagonismo de ciclistas como Rooks e Theunisse, primeiro e segundo respectivamente na classificação da montanha ao termo da carreira. A esquadra somou dois triunfos de etapa individuais, primeiro com a vitória de Steven Rooks em Alpe d'Huez, e posteriormente Van der Poel, na 16.ª etapa com final em Pau. Por se fora pouco, a equipa terminou 1.º na classificação por equipas. No entanto, o vencedor absoluto do Tour seria o ex integrante da equipa Pedro Delgado, que superou amplamente em todo momento a Rooks, 2.º classificado no geral final, a mais de sete minutos do segoviano.
No final de temporada, anunciava-se o contrato do irlandês Sean Kelly. Outros reforços destacados para 1989 foram o também irlandês Martin Earley e o mexicano Raúl Alcalá.
A equipa concluiu como a melhor formação profissional de 1988 segundo a classificação da Federação Internacional de Ciclismo Profissional (FICP).
Diversos corredores vencem em provas curtas por etapas de diverso prestígio na temporada de 1989. Alcalá vence na Volta ao México, Daams no Tour das Américas, Theunisse na Volta às Astúrias, Rooks no Tour de Vaucluse e Pedersen na Volta a Noruega. Em carreiras de um dia, destacavam as vitórias no Grande Prêmio das Américas de Müller e na Liège-Bastogne-Liège, vencida por Kelly.
Mais ainda que nos anos anteriores, a formação holandesa propunha uma equipa realmente competitiva no Tour de France. Com Kelly para lutar nos sprints, os já confirmados Rooks e Theunisse na montanha, e um emergente Alcalá, o único problema da equipa residia em decidir quem era o líder da equipa, uma questão na que não chegaram a se pôr de acordo. Ao começo da carreira, Alcalá conseguiu o primeiro triunfo parcial, ao vencer em 3.ª etapa. Poucos dias depois, Martin Earley impunha-se na 8.ª jornada. Durante os Pirenéus, o bloco da equipa mantém-se entre os melhores, ainda que mostra-se alheio à carreira de forma desconcertante e preocupante para o resto de rivais. Face aos Alpes, com a anarquía patente dentro da equipa, a equipa PDM anuncia ataques em cabeça. Para abrir boca, Steven Rooks se impõe na cronoescalada da 15.ª etapa. Dois dias depois, Theunisse impõe-se na mítica cume de Alpe d'Huez. Ainda que afastados da luta, ao final a equipa resultou juiz e testemunha da carreira, como o próprio Pedro Delgado criticou. A excepção da classificação geral, o PDM ganhou-o todo aquele Tour: a classificação por equipas, por segundo ano consecutivo, a classificação por pontos, com Sean Kelly, e a classificação da montanha, com Gert-Jan Theunisse. Na geral, Theunisse foi 4.º, Rooks 7.º, Alcalá 8.º e Kelly 9.º.
Sean Kelly completou um bom ano para a esquadra holandesa ao adjudicar-se também a Copa do Mundo. Assim mesmo, o PDM também venceu em dita competição por equipas. Em fevereiro de 1990, deu-se a conhecer a classificação FICP, voltando o PDM a reeditar a sua 1.ª posição à frente de dita classificação.

### O novo ídolo neerlandês: Breukink (1990-1992)

#### 1990

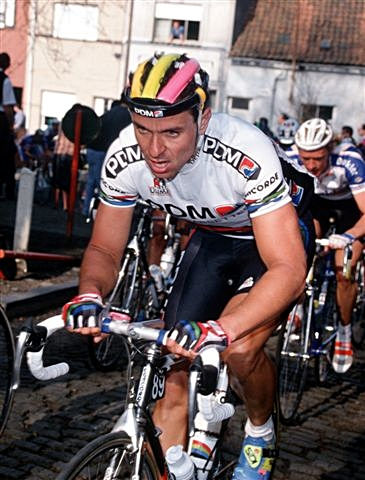
Uwe Raab no Volta à Flandres

Dois dos líderes da equipa, Rooks e Theunisse, finalizavam contrato em 1989, e alinharam pela Panasonic, equipa ao qual pertencia precisamente Erik Breukink até então, e que decidiu ser traspassado ao PDM para a temporada de 1990. Entre outras incorporações da equipa neste ano, também destacaram os alemães Ampler e Raab, depois da libertação quanto a movimento em Europa de desportistas da Alemanha Oriental.
A equipa continuou rendendo a um grande nível, com numerosos triunfos. Alcalá reeditou o seu triunfo na Volta ao México do ano anterior, além de ganhar a Volta às Astúrias. Ampler conseguiu sendos triunfos parciais na Semana Catalã e na Volta à Suíça, carreira esta última na qual impor-se-ia o irlandês Sean Kelly. Na Volta a Espanha, pela sua vez, conseguiram quatro triunfos de etapa, por parte de Atle Pedersen e Uwe Raab, este último por partida tripla, que ademais conseguiu a classificação por pontos. Na geral, Ampler foi 9.º. Por sua vez, o líder da equipa, Breukink, ganhou etapas em Volta à Suíça, Tirreno-Adriático e Volta à Catalunha, além de impor-se na Volta à Irlanda.
No Tour de France, desta vez a liderança recaía sobre Breukink, conquanto Alcalá continuava como possível contendente. Na primeira cita importante, a contrarrelógio por equipas, o PDM termina em 2.ª posição, só por trás do também neerlandês Panasonic. Na primeira contrarrelógio individual longa, a 7.ª etapa, o mexicano Raúl Alcalá impõe-se de forma brilhante, distanciado a quase um minuto e meio ao segundo classificado, um jovem Miguel Indurain, e chegando-se à 5.ª posição na classificação geral. Depois do primeiro contacto com a alta montanha, Breukink consolidou-se como líder da equipa ao aguentar com os melhores nas rampas mais duras da etapa rainha dos Alpes, com final em Alpe d'Huez. Ao termo da 11.ª etapa, Breukink marchava 4.º na geral, enquanto Alcalá se descolava até à 7.ª posição, o qual deixava ao jovem neerlandês como chefe de fileiras da esquadra. Na cronoescalada de Villard de Lans, ao dia seguinte, Breukink mostrou-se de novo como o mais forte, e se impôs na etapa, se situando ademais como claro favorito ao triunfo final, adiantando na geral inclusive ao norte-americano LeMond. No entanto, seguia propondo dúvidas a rivais e espectadores, as quais se viram confirmados na etapa rainha, com final em Luz Ardiden, onde perdeu mais de quatro minutos com respeito ao vencedor e se viu relegado à 4.ª posição na geral, poucos segundos por trás de Pedro Delgado. No entanto, o ciclista neerlandês recuperou-se do golpe moral, e na penúltima etapa, voltou a ser o melhor contra o crono, conseguindo o seu segundo triunfo de etapa nesta edição do Tour, e o terceiro posto definitivo no pódio de Paris. Alcalá terminou 9.º na geral.
Por outro lado, o PDM impôs-se na Copa do Mundo em categoria de equipas. A nível individual, Rudy Dhaenens proclamou-se campeão do mundo de ciclismo de estrada. O segundo no mundial, Dirk de Wolf, também fazia parte da esquadra holandesa.

#### 1991
Em 1991 a equipa mantém o bloco do ano anterior, acrescentando alguns corredores como Tom Cordes, John Talen e Jan Koerts, além do velocista Jean Paul van Poppel. De novo, a equipa marca-se o Tour de France como principal objectivo, com Breukink como ciclista destacado. Dantes do mesmo, Breukink consegue uma etapa da Tirreno-Adriático e o G.P. Eddy Merckx. Neste ano o PDM vai à Volta a Espanha, com Alcalá como chefe de filas, que já tinha ganhado uma etapa na Volta ao País Basco, o qual mostra a sua candidatura depois da primeira contrarrelógio. O ciclista mexicano chegou a marchar 2.º na classificação geral, mas na cronoescalada de Valdezcaray, na 13.ª etapa, sofreu uma debacle, e inclusive foi dobrado pelo líder, Melchor Mauri. Finalmente, terminaria 7.º na classificação geral da Volta. Melhor resultado obtiveram quanto a vitórias de etapa com os sprinters. Uwe Raab impôs-se na 4.ª etapa e na classificação por pontos, enquanto Van Poppel consegui nada menos que quatro triunfos parciais, incluindo a última etapa com final em Madrid, demonstrando o seu nível.
O bom estado de Van Poppel não ficaria aí, e acrescentaria ainda ao palmarés da equipa três etapas na Volta a Aragão, uma na Paris-Nice e outra no Dauphiné Libéré, entre outras vitórias. Também no Dauphiné, Talen consegue outro triunfo de etapa, evidenciando o bom nível da equipa face ao Tour. No entanto, estas vitórias não impediram que a equipa perdesse a liderança da classificação FICP por equipas ao termo do Giro d'Italia, em favor da equipa ONZE.
A 78.ª edição do Tour de France começou com uma etapa prólogo na qual Erik Breukink terminaria 2.º, por trás do especialista Thierry Marie. Na primeira etapa, o PDM dá um golpe de efeito, ao aproveitar um aparentemente inofensivo ataque de Greg LeMond para colar a seus três principais corredores, Breukink, Alcalá e Kelly, num grupo de onze corredores que chegaria a meta com quase dois minutos de vantagem sobre o resto de favoritos. O resultado da contrarrelógio por equipas, disputada no mesmo dia como segundo sector, situou ao PDM em 5.ª posição, a 40 segundos do vencedor, a Ariostea italiana, ficando Breukink como terceiro classificado da geral. Van Poppel, pela sua vez, deixou-se ver nos sprints da primeira semana, e na 7.ª consegue por fim uma vitória de etapa. A 8.ª etapa supõe a primeira separação da carreira, uma longa contrarrelógio individual na qual Miguel Indurain se impõe surpreendentemente, por adiante de LeMond, que se viste de amarelo em dita etapa, Bernard e Breukink, que se coloca 2.º na geral a pouco mais de um minuto do norte-americano, mostrando assim as suas credenciais à vitória final. Mas dois dias depois, uma estranha doença sacode à equipa, obrigando ao abandono de vários dos seus integrantes, que completar-se-ia ao dia seguinte com o abandono definitivo de toda a equipa. As causas do acontecimento não chegaram a se estabelecer de forma oficial, ainda que se baralharam várias hipóteses, como um possível vírus infeccioso, uma intoxicação alimentar ou medicina em mau estado, conquanto a sombra do dopagem se manteve sócia ao acontecimento em todo momento. As suspeitas por dopagem estenderam-se quando se deu a conhecer que a possível doença da equipa poderia ter devido à ingestão de Intralipid, um agente mascarante, o qual implicou problemas com a Federação Holandesa de Ciclismo.
A nível individual, Falk Boden adjudicou-se o Campeonato da Alemanha. Dantes do termo da temporada, o irlandês Sean Kelly consegue impor-se no Giro de Lombardia.

#### 1992
Na temporada de 1992 também não há grandes movimentos no elenco, ainda que sofrem a baixa de Sean Kelly.
Entre os resultados mais destacados da equipa durante este ano figuram duas etapas na Tirreno-Adriático e o Giro do Piamonte por parte Breukink, a Clássica de San Sebastián e uma etapa da Semana Catalã por parte Alcalá, o G.P. de Wallonie por parte de Danny Nelissen, uma etapa da Volta a Múrcia a cargo de Nico Verhoeven, uma etapa da Volta às Astúrias vencida por Uwe Raab e etapas em Tour do Mediterrâneo e Volta a Múrcia por parte do velocista Jean Paul van Poppel.
Na Volta a Espanha, volta a destacar Van Poppel, com dois triunfos de etapa. Também conseguiram triunfos parciais Tom Cordes e Erik Breukink, que se impôs na primeira contrarrelógio individual longa. Na geral, o mexicano Raúl Alcalá é o melhor situado, ao terminar em 8.ª posição.
No Tour de France, desta vez a equipa não chegou em boa forma, e já na contrarrelógio por equipas, tão só podem marcar o 10.º melhor tempo. Na primeira contrarrelógio, disputada no Luxemburgo, Breukink perde mais de seis minutos com respeito a Indurain, enquanto Alcalá perde quase cinco minutos e meio. Van Poppel melhorou um pouco a actuação da equipa com uma vitória na 10.ª etapa, enquanto na alta montanha, Breukink realiza uma discreta actuação, muito afastado dos líderes, e terminando finalmente 7.º na classificação geral.
Dantes de terminar a temporada, já se conhecia a dissolução da equipa por causa da crise económica. Sem que nenhum patrocinador se tivesse feito cargo da estrutura da equipa, Erik Breukink foi contratado pelo grupo desportivo ONZE, enquanto o director desportivo, Jan Gisbers, junto a parte da equipa, se integrou na equipa Lotus Festina.

## Corredor melhor classificado nas Grandes Voltas
| Ano  | Giro d'Italia    | Tour de France         | Volta a Espanha    |
| ---- | ---------------- | ---------------------- | ------------------ |
| 1986 | -                | 9.º Steven Rooks       | 10.º Pedro Delgado |
| 1987 | -                | 2.º Pedro Delgado      | 4.º Pedro Delgado  |
| 1988 | 55.º Jörg Müller | 2.º Steven Rooks       | -                  |
| 1989 | -                | 4.º Gert-Jan Theunisse | -                  |
| 1990 | -                | 3.º Erik Breukink      | 9.º Uwe Ampler     |
| 1991 | -                | Abandono               | 7.º Raúl Alcalá    |
| 1992 | -                | 7.º Erik Breukink      | 8.º Raúl Alcalá    |

## Dopagem

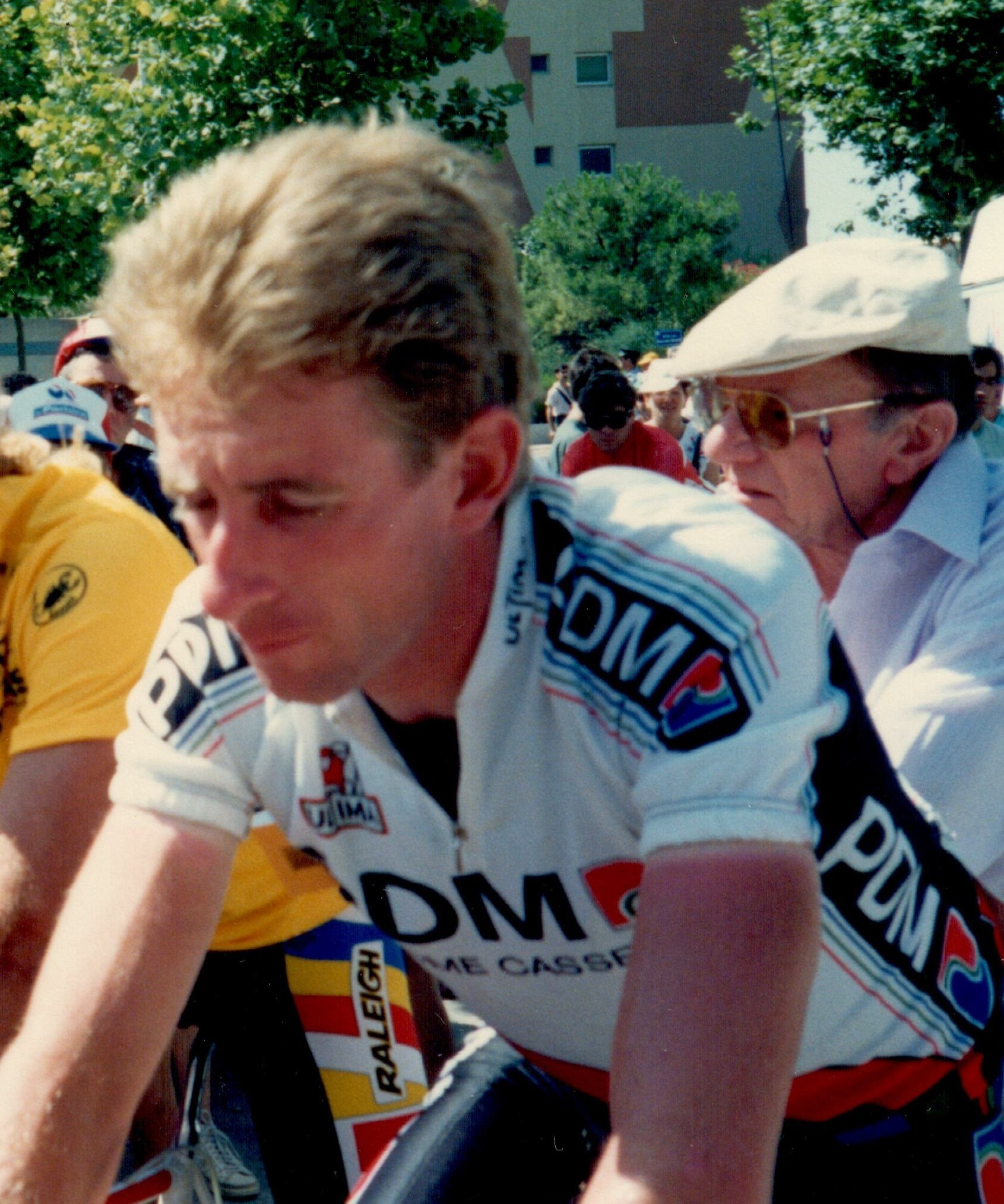
um ciclista do tour de france de 1988,provavelmente envolvido mo caso de dopagem

No Tour de France de 1988, Gert-Jan Theunisse foi sancionado com 10 minutos depois de dar positivo num controle por testosterona.
Em fevereiro de 1990, Johannes Draaijer, integrante da equipa, faleceu aos 26 anos de idade depois de sofrer uma ataque cardíaco enquanto dormia. A autópsia praticada não arrojou nenhuma resposta sobre a natureza da falha circulatória, mas a viúva do ciclista declarou poucos dias depois que esperava que a morte do seu marido servisse como aviso a outros desportistas sobre a ingestão de EPO, uma nova droga indetectável nos controles anti-dopagem. Draaijer não era o primeiro caso, pois entre 1987 e 1990 se produziram até 18 de mortes prematuras com sintomas cardíacos sem causa aparentes, as quais poderiam relacionar com a experimentação com EPO: cinco ciclistas neerlandeses em 1987, um belga e dois neerlandeses em 1988, cinco neerlandeses em 1989 e três belgas e dois neerlandeses em 1990.
Pouco antes do Tour de France de 1991, durante a disputa de uma etapa dos Três dias de la Panne, Gert Jakobs também deu positivo no controle. Em 1999, Jakobs declarou que "Não sabia o que tomava. Confiava no médico. De acordo, uma vez dei positivo por testosterona... mas é isso dopagem? Que passa agora com a regras? Se normalmente tenho um nível de 42%, poderia usar a EPO até chegar ao 50% sem que nunca me apanhassem. Acho que os corredores sabem isso, e chegam até limite com a EPO...".
Wim Arras deu positivo por anfetaminas num controle durante a Volta à Suécia em 1988.
Durante o Tour de 1991 produziu-se o famoso 'caso Intralipid', baixo a responsabilidade de Wim Sanders. Uma má conservação e manipulação deste complemento alimentar produziu a intoxicação, e consequente abandono, de toda a equipa ao completo, disparando os rumores e as suspeitas com respeito ao PDM. Conquanto a substância em questão não se encontrava na lista de substâncias proibidas, o seu possível uso como substância mascarante deu muito que falar.
Em novembro de 1997 fez-se pública nos Países Baixos uma investigação na que se desvelava uma rede de dopagem ilegal com o médico da equipa ciclista PDM como actor principal. O médico da equipa entre 1990 e 1991, Wim Sanders, era o centro de uma investigação que se iniciou em 1995, quando a FIOD (agência neerlandesa contra o fraude fiscal) descobriu um circuito de dinheiro negro sócio à dopagem, ao vigiar os movimentos de Sanders a petição de Manfred Krikke, antigo responsável pela equipa. Em dita trama de dopagem, além de ciclistas, estariam envolvidos atletas, jogadores de hóquei e culturistas. Assim mesmo, aparte da sua relação com a equipa PDM, Sanders também declarou estar em contacto com pessoal da equipa Superconfex, esquadra à que pertenceu Jan Raas durante várias temporadas. Entre as substâncias fornecidas, citam-se EPO, anfetaminas, testosterona e outros preparados hormonais.
Krikke declarou que Não éramos a equipa mais ética do pelotão. Simplesmente estávamos em primeira fila. Mas às ordens dos responsáveis pela companhia PDM eram que não tivesse "casos de dopagem", não que "não tivesse drogas". Baixo esta directora, experimentamos com produtos que roçavam ou ultrapassavam levemente o fio da legalidade. Como em qualquer outro desporto. Não fazíamos nada que outras equipas não estivessem a fazer.
Jan Gisbers, pela sua vez, afirmou não estar ao tanto da dopagem no seio da equipa, e assinalou que as diferentes substâncias ingeridas pelos corredores eram um assunto entre eles mesmos e o médico da equipa. Assim mesmo, Gisbers também acrescentou que "Em todas as equipas se tomavam coisas. Num desporto que move milhões, existe uma imensa pressão para conseguir a vitória".
Segundo as evidências do caso, o dopagem na equipa poderia ter sido generalizada desde o seu nascimento em 1986, da mão de Peter Jansen, predecessor de Sanders como médico da esquadra. Tais eram os meios indirectos em ditas questões, que a equipa se ganhou uma série de alcunhas pejorativas com as siglas PDM no pelotão, como Pill, Drugs and Medicine em inglês, Prestaties Door Manipulaties em neerlandês e Plein de Manipulations de Dopage em francês.
O belga Rudy Dhaenens, campeão do mundo em 1990, finalizou prematuramente a sua carreira também com problemas de coração.
Sanders foi condenado a seis meses de prisão por fraude fiscal.
Vários dos ciclistas implicados, negaram ter relação com Sanders em questões de dopagem.
Em 2009, vários corredores, entre eles Steven Rooks e Gert Jakobs, admitiram ter consumido EPO.